# HD 42471
HD 42471，又名BD+32 1217，SAO 58852、HR 2189，是一颗恒星，视星等为5.78，位于銀經179.58，銀緯6.84，其B1900.0坐标为赤經6h 5m 47.1s，赤緯+32° 6.84′ 56″。